# Saison 1925-1926 des Maroons de Montréal
Autres saisons
Saison précédente Saison suivante
La saison 1925-1926 est la seconde saison jouée par les Maroons de Montréal dans la Ligue nationale de hockey.

## Saison régulière

### Contexte de la saison
Pour cette seconde saison jouée dans la LNH, l'entraîneur de l'équipe et ancien joueur professionnel Eddie Gerard augmente la puissance du jeu en faisant signer les premiers contrats professionnels à de jeunes joueurs : le 16 mars 1925, Babe Siebert s'engage avec l'équipe puis le 25 juin 1925, c'est le tour de Nels Stewart de signer un contrat. Il compte ainsi augmenter la puissance de frappe de l'équipe qui a terminé en 1924-1925 à la cinquième place de la saison, non qualifiée pour les séries éliminatoires.
Les Tigers de Hamilton sont forcés d'arrêter leurs opérations après avoir été suspendus lors des séries 1925. En effet lors de celles-ci, les dix joueurs de l'équipe refusent de jouer la finale de la LNH s'ils ne reçoivent pas une rallonge monétaire de 200 $ par joueur. Ils sont finalement éliminés de la course à la Coupe. À la place de l'équipe de l'Ontario, les Americans de New York font leurs débuts dans la LNH ainsi que les Pirates de Pittsburgh, équipe homonyme de l'équipe de baseball de la ville.
L'aspect général de la saison n'est pas le même pour les Maroons puisqu'ils remportent vingt matchs contre onze défaites et cinq matchs nuls. Sur les vingt victoires de l'équipe, quatre se terminent sans que Benedict ne laisse passer un seul but. Les Maroons terminent à la deuxième place du classement avec sept points de retards sur l'ancienne équipe de Benedict, les Sénateurs. Le jeune Stewart fait parler de lui tout au long de la saison régulière en inscrivant le plus haut total de buts de la saison avec 34 réalisations mais également le plus haut total de points avec 42 points récoltés. Il reçoit alors le trophée Hart en tant que Most Valuable Player de la LNH.
À l'issue des 36 matchs joués lors de la saison régulière, seulement trois équipes sont qualifiées pour la suite de la compétition et les Maroons ont la meilleure attaque du championnat.
| Clt   | Équipe                  | PJ | V  | D  | N | BP | BC  | Pts |
| ----- | ----------------------- | -- | -- | -- | - | -- | --- | --- |
| +001, | Sénateurs d'Ottawa      | 36 | 24 | 8  | 4 | 77 | 42  | 52  |
| +002, | Maroons de Montréal     | 36 | 20 | 11 | 5 | 91 | 73  | 45  |
| +003, | Pirates de Pittsburgh   | 36 | 19 | 16 | 1 | 82 | 70  | 39  |
| +004, | Bruins de Boston        | 36 | 17 | 15 | 4 | 92 | 85  | 38  |
| +005, | Americans de New York   | 36 | 12 | 20 | 4 | 68 | 89  | 28  |
| +006, | St. Patricks de Toronto | 36 | 12 | 21 | 3 | 92 | 114 | 27  |
| +007, | Canadiens de Montréal   | 36 | 11 | 24 | 1 | 79 | 108 | 23  |

- Champion de la saison régulière et qualifié directement pour la finale des séries de la LNH
- Qualifié pour la demi-finale des séries de la LNH

### Match après match
Ce tableau reprend les résultats de l'équipe au cours de la saison, les buts marqués par les Maroons étant inscrits en premier.
| No | Date         | Résultat  | Adversaire              | Lieu       | Score | Bilan (V-D-N) | Pts |
| -- | ------------ | --------- | ----------------------- | ---------- | ----- | ------------- | --- |
| 1  | 28 novembre  | défaite   | Sénateurs d'Ottawa      | Ottawa     | 2-3   | 0-1-0         | 0   |
| 2  | 1er décembre | victoire  | St. Patricks de Toronto | Montréal   | 4-2   | 1-1-0         | 2   |
| 3  | 3 décembre   | victoire  | Canadiens de Montréal   | Montréal   | 3-2   | 2-1-0         | 4   |
| 4  | 5 décembre   | victoire  | Bruins de Boston        | Montréal   | 4-0   | 3-1-0         | 6   |
| 5  | 8 décembre   | défaite   | Bruins de Boston        | Boston     | 2-3   | 3-2-0         | 6   |
| 6  | 12 décembre  | victoire  | Sénateurs d'Ottawa      | Montréal   | 5-2   | 4-2-0         | 8   |
| 7  | 16 décembre  | victoire  | Pirates de Pittsburgh   | Pittsburgh | 4-2   | 5-2-0         | 10  |
| 8  | 19 décembre  | victoire  | Americans de New York   | New York   | 4-1   | 6-2-0         | 12  |
| 9  | 23 décembre  | victoire  | Pirates de Pittsburgh   | Montréal   | 1-0   | 7-2-0         | 14  |
| 10 | 26 décembre  | victoire  | St. Patricks de Toronto | Toronto    | 2-0   | 8-2-0         | 16  |
| 11 | 30 décembre  | défaite   | Canadiens de Montréal   | Montréal   | 4-7   | 8-3-0         | 16  |
| 12 | 2 janvier    | victoire  | Americans de New York   | Montréal   | 3-2   | 9-3-0         | 18  |
| 13 | 5 janvier    | défaite   | Sénateurs d'Ottawa      | Ottawa     | 0-4   | 9-4-0         | 18  |
| 14 | 7 janvier    | match nul | Sénateurs d'Ottawa      | Montréal   | 1-1   | 9-4-1         | 19  |
| 15 | 12 janvier   | victoire  | St. Patricks de Toronto | Montréal   | 5-2   | 10-4-1        | 21  |
| 16 | 16 janvier   | victoire  | Canadiens de Montréal   | Montréal   | 1-0   | 11-4-1        | 23  |
| 17 | 19 janvier   | match nul | Bruins de Boston        | Boston     | 3-3   | 11-4-2        | 24  |
| 18 | 23 janvier   | victoire  | Pirates de Pittsburgh   | Montréal   | 4-1   | 12-4-2        | 26  |
| 19 | 25 janvier   | match nul | Americans de New York   | New York   | 1-1   | 12-4-3        | 27  |
| 20 | 27 janvier   | défaite   | Pirates de Pittsburgh   | Pittsburgh | 1-2   | 12-5-3        | 27  |
| 21 | 30 janvier   | défaite   | Bruins de Boston        | Montréal   | 0-5   | 12-6-3        | 27  |
| 22 | 2 février    | victoire  | Canadiens de Montréal   | Montréal   | 2-0   | 13-6-3        | 29  |
| 23 | 9 février    | victoire  | St. Patricks de Toronto | Toronto    | 5-3   | 14-6-3        | 31  |
| 24 | 13 février   | victoire  | Americans de New York   | Montréal   | 2-1   | 15-6-3        | 33  |
| 25 | 18 février   | victoire  | St. Patricks de Toronto | Montréal   | 5-2   | 16-6-3        | 35  |
| 26 | 20 février   | match nul | Sénateurs d'Ottawa      | Ottawa     | 0-0   | 16-6-4        | 36  |
| 27 | 23 février   | match nul | Sénateurs d'Ottawa      | Montréal   | 1-1   | 16-6-5        | 37  |
| 28 | 26 février   | défaite   | Pirates de Pittsburgh   | Pittsburgh | 0-1   | 16-7-5        | 37  |
| 29 | 27 février   | victoire  | St. Patricks de Toronto | Toronto    | 4-3   | 17-7-5        | 39  |
| 30 | 2 mars       | défaite   | Pirates de Pittsburgh   | Montréal   | 0-4   | 17-8-5        | 39  |
| 31 | 4 mars       | défaite   | Bruins de Boston        | Montréal   | 2-3   | 17-9-5        | 39  |
| 32 | 6 mars       | victoire  | Canadiens de Montréal   | Montréal   | 4-3   | 18-9-5        | 41  |
| 33 | 11 mars      | victoire  | Americans de New York   | Montréal   | 5-1   | 19-9-5        | 43  |
| 34 | 13 mars      | victoire  | Canadiens de Montréal   | Montréal   | 4-2   | 20-9-5        | 45  |
| 35 | 16 mars      | défaite   | Bruins de Boston        | Boston     | 0-1   | 20-10-5       | 45  |
| 36 | 17 mars      | défaite   | Americans de New York   | New York   | 3-5   | 20-11-5       | 45  |

### Statistiques des joueurs
| Nom        | Poste | PJ | B  | A | Pts | Pun | Commentaire                       |
| ---------- | ----- | -- | -- | - | --- | --- | --------------------------------- |
| Stewart    | C     | 36 | 34 | 8 | 42  | 119 | Première saison dans la LNH       |
| Siebert    | L     | 35 | 16 | 8 | 24  | 108 | Première saison dans la LNH       |
| Noble      | D     | 30 | 9  | 9 | 18  | 96  |                                   |
| Broadbent  | A     | 36 | 12 | 5 | 17  | 112 |                                   |
| Munro      | D     | 33 | 4  | 6 | 10  | 55  | Capitaine                         |
| Kitchen    | D     | 30 | 5  | 2 | 7   | 16  |                                   |
| Phillips   | C     | 12 | 3  | 1 | 4   | 6   |                                   |
| Dinsmore   | C     | 33 | 3  | 1 | 4   | 18  |                                   |
| Carson     | A     | 16 | 2  | 1 | 3   | 6   |                                   |
| Rothschild | A     | 33 | 2  | 1 | 3   | 8   |                                   |
| Lowrey     |       | 10 | 1  | 0 | 1   | 2   | A fini la saison avec Pittsburgh  |
| Cain       | D     | 10 | 0  | 0 | 0   | 0   | A fini la saison avec Toronto     |
| Brophy     | A     | 10 | 0  | 0 | 0   | 0   |                                   |
| Horne      | A     | 13 | 0  | 0 | 0   | 2   |                                   |
| Holway     | D     | 17 | 0  | 0 | 0   | 6   | A commencé la saison avec Toronto |
| Benedict   | G     | 36 | 0  | 0 | 0   | 0   |                                   |

| Nom      | PJ | V  | D  | N | Min   | BC | Bl | Moy  |
| -------- | -- | -- | -- | - | ----- | -- | -- | ---- |
| Benedict | 36 | 20 | 11 | 5 | 2 288 | 73 | 5  | 1,91 |

## Séries éliminatoires

### Séries de la LNH
Les trois premières équipes du classement sont qualifiées pour les séries de la LNH : les Sénateurs, les Maroons et les Pirates. Ces deux dernières équipes sont opposées lors du premier tour des séries, les matchs se jouant dans la Duquesne Gardens, patinoire de Pittsburgh. Les Pirates s'inclinent au total de buts. Lors du premier match, les Maroons remportent la partie 3-1 alors que le second match laisse les deux équipes à égalité 3 buts partout.
Benedict et Broadbent retrouvent donc leur ancienne équipe en finale de la LNH alors que la série est très serrée. Les deux équipes inscrivent chacune un seul but lors du premier match et Benedict réalise un blanchissage pour le second match. Les Maroons remportent leur premier trophée collectif, le trophée Prince de Galles.
L'arbre ci-dessous reprend les étapes de qualification pour les Maroons avec les deux tours qu'ils passent pour accéder à la finale de la Coupe Stanley. Quatre matchs ont été joués au total, la dernière colonne reprend le total de buts inscrits par chaque équipe.
|  | Demi-finale       | Demi-finale | Demi-finale | Demi-finale | Demi-finale | Demi-finale |   |     | Finale             | Finale | Finale | Finale | Finale | Finale |
|  | 8 et 11 mars 1926 |             |             |             |             |             |   |     | 25 et 27 mars 1926 |        |        |        |        |        |
|  |                   |             |             |             |             |             |   |     |                    |        |        |        |        |        |
|  | Ottawa            |             |             |             |             |             |   |     |                    |        |        |        |        |        |
|  |                   |             |             |             |             |             |   |     |                    |        |        |        |        |        |
|  | qualifié d'office |             |             |             |             |             |   |     |                    |        |        |        |        |        |
|  | Ottawa            | Ottawa      | (1)         | 1           | 0           | 1           |   |     |                    |        |        |        |        |        |
|  | Ottawa            | Ottawa      | (1)         | 1           | 0           | 1           |   |     |                    |        |        |        |        |        |
|  |                   | Montréal    | Montréal    | (2)         | 1           | 1           | 2 |     |                    |        |        |        |        |        |
|  | Montréal          | Montréal    | Montréal    | (2)         | 1           | 1           | 2 | (2) | 3                  | 3      | 6      |        |        |        |
|  | Montréal          | Montréal    |             |             |             |             |   |     | 3                  | 3      | 6      |        |        |        |
|  | Pittsburgh        | Pittsburgh  | (3)         | 1           | 3           | 4           |   |     |                    |        |        |        |        |        |
|  | Pittsburgh        | Pittsburgh  | (3)         | 1           | 3           | 4           |   |     |                    |        |        |        |        |        |

### Séries de la Coupe Stanley
La finale de la Coupe Stanley de 1926 est la dernière finale de l'histoire ouverte aux équipes ne faisant pas partie de la LNH. Ainsi, à l'issue de la saison 1925-1926 de la Western Hockey League, les Cougars de Victoria finissent troisièmes au classement mais remportent les séries de la WHL et le droit de jouer contre les Maroons.
Il s'agit de la première édition de la finale de la Coupe Stanley dans la future célèbre patinoire du Forum de Montréal et la série tourne à l'avantage des joueurs locaux puisqu'ils remportent le premier, le second et le quatrième match ne concédant qu'une défaite lors du troisième match sur la marque de 3 buts à 2. Les trois victoires des Maroons sont trois blanchissages — 3-0, 3-0 et 2-0 — et Stewart déjà meilleur joueur de la saison continue sur sa lancée en marquant six des dix buts inscrits par les siens. Avec cette victoire des Maroons, la LNH prend définitivement possession de la Coupe Stanley qui ne pourra plus jamais être remportée par une équipe d'une autre ligue.
| 30 mars | Maroons de Montréal | 3-0 (2-0, 0-0, 1-0) | Cougars de Victoria | Forum de Montréal 10 250 spectateurs |

| Feuille de match | Feuille de match                                                | Feuille de match | Feuille de match | Feuille de match               |
| ---------------- | --------------------------------------------------------------- | ---------------- | ---------------- | ------------------------------ |
|                  | Stewart — 3 min 5 s Broadbent — 5 min 5 s Stewart — 56 min 10 s | 1-0 2-0 3-0      | - -              | Arbitrage : Smeaton Billy Bell |
| Benedict         | Gardiens                                                        | Holmes           |                  | Arbitrage : Smeaton Billy Bell |
|                  |                                                                 |                  |                  | Arbitrage : Smeaton Billy Bell |
|                  |                                                                 |                  |                  | Arbitrage : Smeaton Billy Bell |

| 1 avril | Maroons de Montréal | 3-0 (1-0, 1-0, 1-0) | Cougars de Victoria | Forum de Montréal 11 000 spectateurs |

| Feuille de match | Feuille de match                                                 | Feuille de match | Feuille de match | Feuille de match         |
| ---------------- | ---------------------------------------------------------------- | ---------------- | ---------------- | ------------------------ |
|                  | Stewart — 10 min 10 s Phillips — 29 min 40 s Munro — 55 min 55 s | 1-0 2-0 3-0      | - -              | Arbitrage : Smeaton Bell |
| Benedict         | Gardiens                                                         | Holmes           |                  | Arbitrage : Smeaton Bell |
|                  |                                                                  |                  |                  | Arbitrage : Smeaton Bell |
|                  |                                                                  |                  |                  | Arbitrage : Smeaton Bell |

| 3 avril | Maroons de Montréal | 2-3 (1-1, 0-1, 1-1) | Cougars de Victoria | Forum de Montréal 10 000 spectateurs |

| Feuille de match | Feuille de match                            | Feuille de match    | Feuille de match                                                            | Feuille de match         |
| ---------------- | ------------------------------------------- | ------------------- | --------------------------------------------------------------------------- | ------------------------ |
|                  | Siebert — 3 min 5 s - Stewart — 56 min 15 s | 1-0 1-1 1-2 1-3 2-3 | - Halderson — 16 min 15 s Loughlin — 30 min 5 s Fredrickson — 47 min 50 s - | Arbitrage : Smeaton Bell |
| Benedict         | Gardiens                                    | Holmes              |                                                                             | Arbitrage : Smeaton Bell |
|                  |                                             |                     |                                                                             | Arbitrage : Smeaton Bell |
|                  |                                             |                     |                                                                             | Arbitrage : Smeaton Bell |

| 6 avril | Maroons de Montréal | 2-0 (0-0, 2-0, 0-0) | Cougars de Victoria | Forum de Montréal |

| Feuille de match | Feuille de match                            | Feuille de match | Feuille de match | Feuille de match         |
| ---------------- | ------------------------------------------- | ---------------- | ---------------- | ------------------------ |
|                  | Stewart — 22 min 50 s Stewart — 36 min 30 s | 1-0 2-0          | - -              | Arbitrage : Smeaton Bell |
| Benedict         | Gardiens                                    | Holmes           |                  | Arbitrage : Smeaton Bell |
|                  |                                             |                  |                  | Arbitrage : Smeaton Bell |
|                  |                                             |                  |                  | Arbitrage : Smeaton Bell |